# 樹杞輪盾介殼蟲
樹杞輪盾介殼蟲（学名：Aulacaspis robusta）为盾介殼蟲科輪盾介殼蟲屬下的一个种。